# Ratley
Ratley est un village du Warwickshire, en Angleterre.